# Deng Yawen
Deng Yawen (Luzhou, 17 de outubro de 2005) é uma ciclista chinesa.

## Carreira
Aos oito anos, Deng se juntou ao time de atletismo da Luzhou Amateur Athletic School, onde participou do lançamento de dardo. Ela começou o BMX estilo livre em 2017, aos 12 anos.
Ela terminou em segundo lugar nos Jogos Nacionais Chineses de 2021 e em terceiro no Campeonato Chinês de 2022. Em 2023, ela fez sua estreia internacional e ganhou uma medalha de ouro no Campeonato Asiático e terminou em sexto lugar no Campeonato Mundial UCI BMX Freestyle de 2023. Em outubro de 2023, ela ganhou a Copa do Mundo UCI BMX Freestyle em Bazhong à frente da campeã mundial Hannah Roberts. Ela é treinada por Daniel Dhers.
No início de 2024, ela foi selecionada para competir na Série de Qualificação Olímpica de 2024. Durante a primeira etapa da série de qualificação em Xangai, ela terminou em terceiro lugar com uma pontuação de 91,50. Durante a segunda etapa da série de qualificação em Budapeste, ela terminou em quarto lugar com uma pontuação de 90,96. Como resultado, ela se classificou para representar a China nas Olimpíadas de Verão de 2024.
No evento BMX estilo livre feminino, onde foi a competidora mais jovem, ela ganhou uma medalha de ouro com uma pontuação de 92,60, à frente da americana Perris Benegas e da australiana Natalya Diehm. Deng Yawen foi a única ciclista a marcar mais de 90 pontos em todas as suas quatro corridas, incluindo qualificação e final. Ela se tornou a primeira chinesa a ganhar uma medalha no evento e a primeira a capturar o ouro.